# پلزنت گاردن (کارولینای شمالی)
پلزنت گاردن (به انگلیسی: Pleasant Garden) شهری در ایالت کارولینای شمالی کشور ایالات متحده آمریکا است که جمعیت آن در سرشماری سال ۲۰۱۰ میلادی، ۴٬۴۸۹ نفر بوده‌است.